# Seznam vrcholů v Muráňské planině

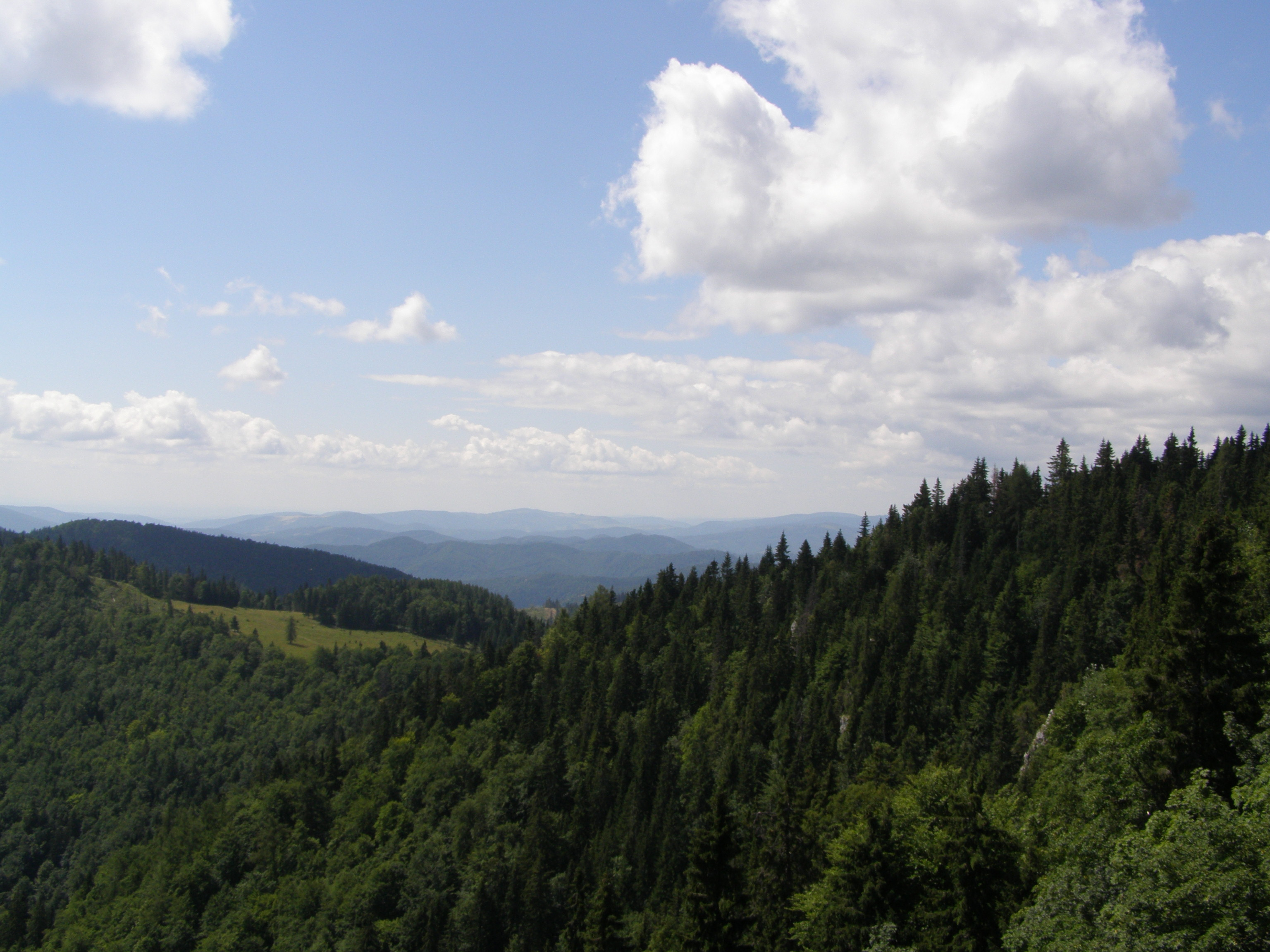
Výhled z Kľaku (1409 m)

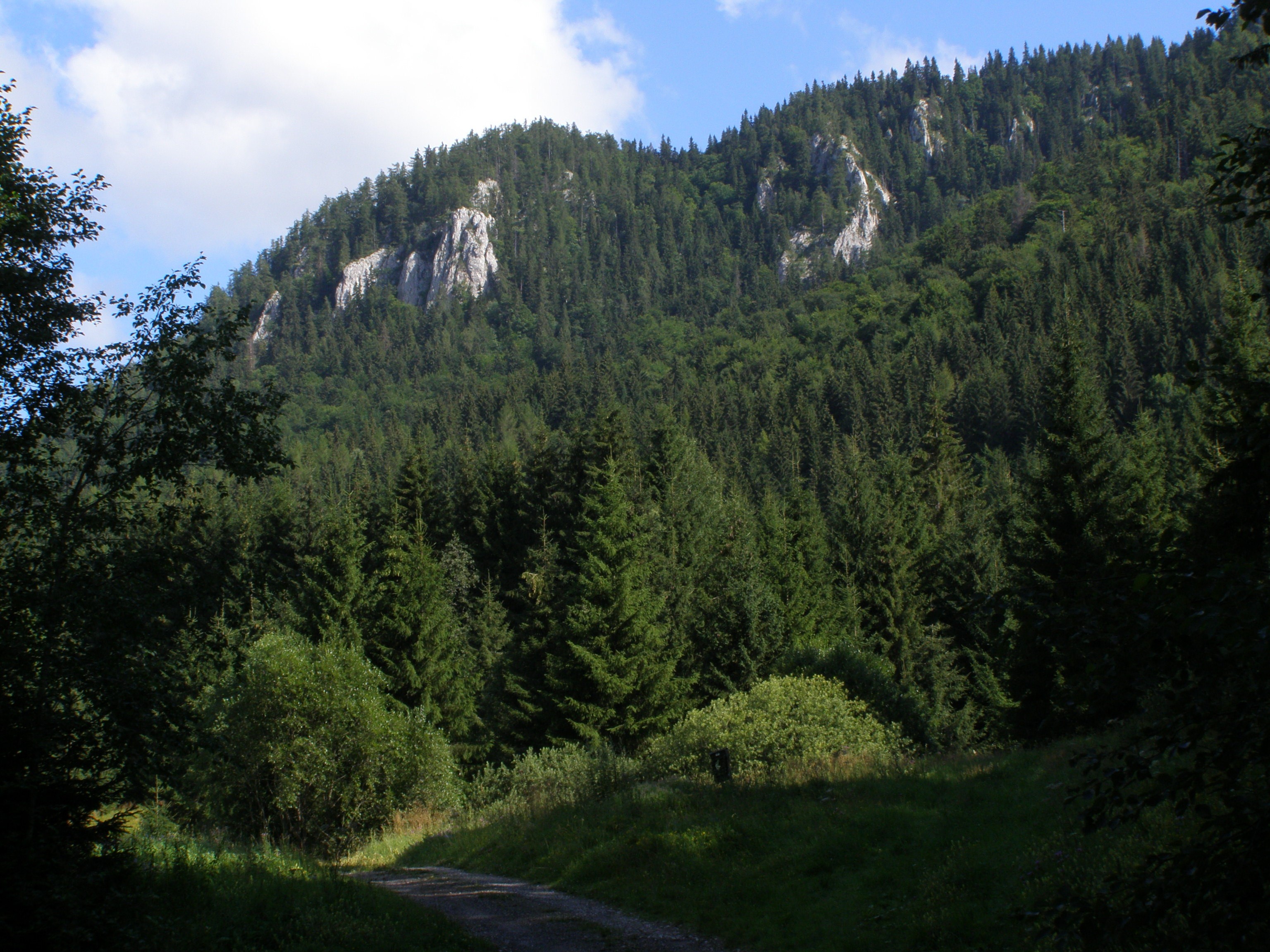
Veľká Stožka (1297 m)

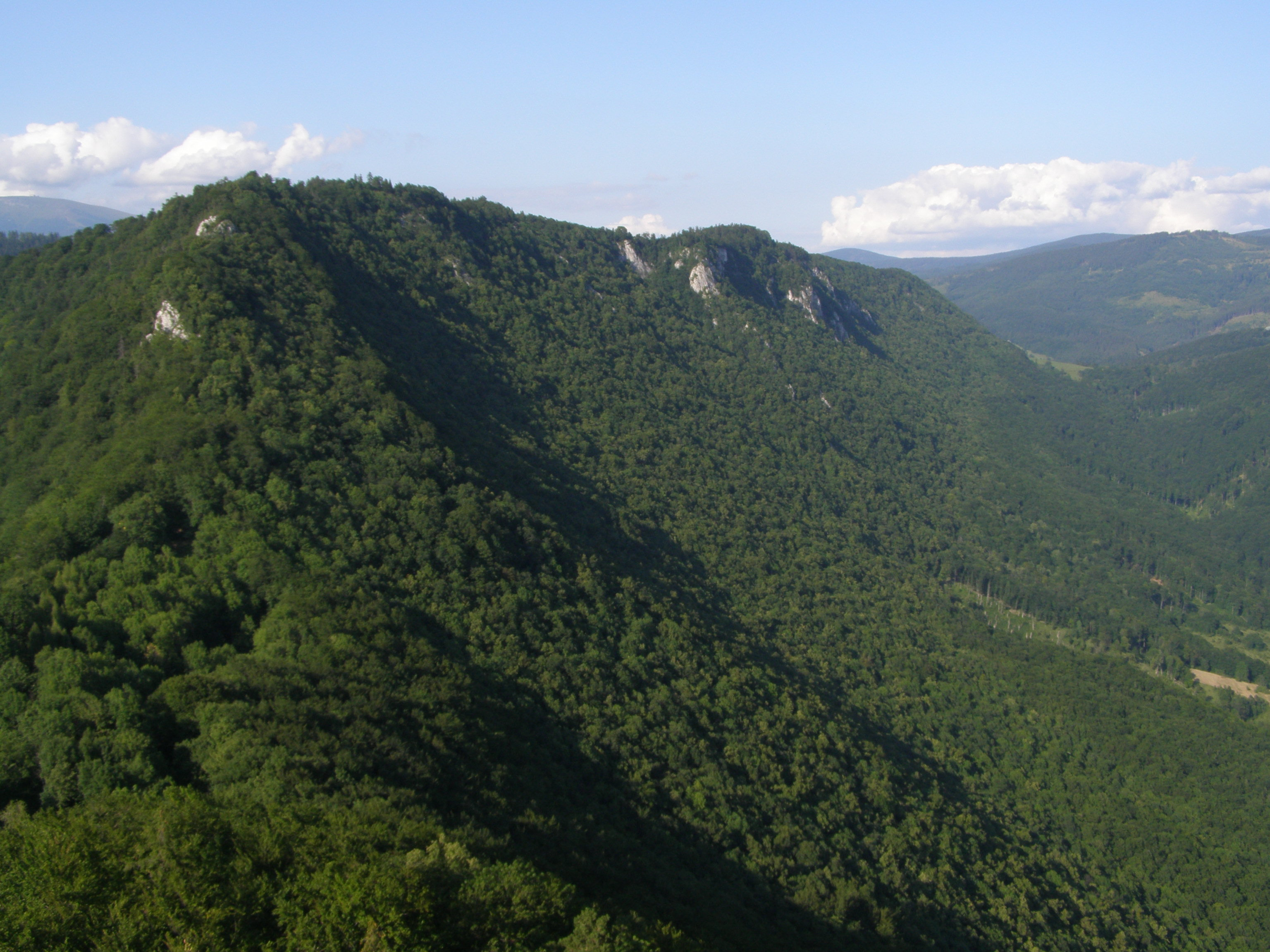
Šiance (1042 m)

Seznam vrcholů v Muráňské planině zahrnuje pojmenované vrcholy s nadmořskou výškou nad 1000 m. K sestavení seznamu bylo použito map dostupných na stránkách hiking.sk. Jako hranice pohoří byla uvažována hranice stejnojmenného geomorfologického podcelku.

## Seznam vrcholů
| #   | Vrchol       | Výška (m) | Souřadnice                       | Přístup                  |
| --- | ------------ | --------- | -------------------------------- | ------------------------ |
| 1.  | Kľak         | 1409      | 48°46′45″ s. š., 19°57′57″ v. d. | neznačeno                |
| 2.  | Veľká Stožka | 1297      | 48°46′36″ s. š., 19°56′50″ v. d. | neznačeno                |
| 3.  | Veľký Cigán  | 1235      | 48°47′12″ s. š., 20°01′24″ v. d. | neznačeno                |
| 4.  | Ostrica      | 1223      | 48°44′22″ s. š., 19°58′06″ v. d. | neznačeno                |
| 5.  | Malá Stožka  | 1204      | 48°46′30″ s. š., 19°55′29″ v. d. | neznačeno                |
| 6.  | Šarkanica    | 1151      | 48°42′47″ s. š., 19°57′56″ v. d. | zelená turistická značka |
| 7.  | Pavelková    | 1144      | 48°45′29″ s. š., 20°00′06″ v. d. | neznačeno                |
| 8.  | Lopušná      | 1125      | 48°48′16″ s. š., 20°04′57″ v. d. | neznačeno                |
| 9.  | Macov vrch   | 1096      | 48°43′28″ s. š., 19°59′07″ v. d. | neznačeno                |
| 10. | Dlhý vrch    | 1095      | 48°49′21″ s. š., 20°10′21″ v. d. | neznačeno                |
| 11. | Homoľa       | 1083      | 48°49′48″ s. š., 20°11′32″ v. d. | neznačeno                |
| 12. | Viecha       | 1073      | 48°48′54″ s. š., 20°05′59″ v. d. | neznačeno                |
| 13. | Magura       | 1071      | 48°48′38″ s. š., 20°10′04″ v. d. | neznačeno                |
| 14. | Šiance       | 1042      | 48°46′17″ s. š., 20°04′19″ v. d. | neznačeno                |
| 15. | Ploštiny     | 1028      | 48°47′33″ s. š., 20°07′16″ v. d. | neznačeno                |
| 16. | Hajnáš       | 1019      | 48°43′37″ s. š., 19°56′36″ v. d. | neznačeno                |
| 17. | Grúň         | 1011      | 48°49′42″ s. š., 20°08′06″ v. d. | neznačeno                |